# Émilie Guerel
Émilie Guerel (ur. 18 grudnia 1983 r. w Carpentras) – francuska polityk reprezentująca partię La République En Marche! W wyborach parlamentarnych w czerwcu 2017 r. została wybrana do francuskiego Zgromadzenia Narodowego, w którym reprezentuje departament Var.